# Caroline Engvall
Caroline Engvall, född den 12 april 1978, är en svensk författare och journalist, bosatt i Stockholm.

## Karriär
Engvall har arbetat som journalist vid Elfsborgs Läns Allehanda, Södermanlands Nyheter och ungdomstidningen Frida. Sedan år 2003 är hon frilansjournalist och har bland annat jobbat för Metro, Kupé och Aftonbladet.
Engvall bokdebuterade år 2008 med boken 14 år till salu. Boken handlar om en vanlig småstadstjej vid namn Tessan som efter en våldtäkt börjar sälja sex för att få bekräftelse och dämpa sin svåra ångest.

## Utmärkelser
Boken 14 år till salu var en av Sveriges mest sålda 2010. Den belönades 2010 med priset Platinapocket på Bokmässan i Göteborg för mer än 100 000 sålda exemplar.